# Rush HD
Rush HD fue un canal multiplataforma (televisión, Internet) dirigido a los amantes de la acción, los deportes extremos y la aventura. El canal ofrecía una programación repleta de adrenalina para una audiencia masculina de 13-45 años que gusta de contenidos dedicados a actividades como salto BASE, ka yak, snowboard, windsurf, salto bungee, entre otros deportes destacados.
Rush HD se creó en el 2003 y fue el primer canal de alta definición disponible en el mercado de estadunidense . Llegó a más de 500 mil suscriptores en Brasil, México, Chile, Colombia, Perú, Panamá, Trinidad y Tobago, El Salvador y Guatemala. Desde mayo del 2011, Rush HD pasó a ser propiedad de DLA, la empresa en el desarrollo, integración y entrega de soluciones de entretenimiento a la medida para plataformas digitales (TV, Internet, móvil) en América, excepto Canadá. DLA tiene su sede central en Miami y presencia local en Colombia, Brasil, México y Argentina.

## Programación
Entre los programas más destacados de Rush HD se encontraban The North Face Expedition Series, que llevaba a la audiencia a expediciones en los lugares más exóticos del planeta; Nomads, que nos permite vivir la vida de un atleta dedicado a este tipo de deportes; y P.I.G., una serie que presentaba diversos desafíos que enfrentan los más grandes atletas de Moto Cross, BMX, Esquí y Snowboard. Rush HD transmitía también algunos de los eventos más populares dedicados a los deportes extremos como el Aspen Snowmass Open, el North American Freeskiing Championships, los Mountain Games, el US Free Ski Open, Metro BMX Jam y el Telus World Ski & Snowboard Festival, entre otros.

## Cierre
El canal cesó sus actividades en el espectro televisivo en EE.UU. el 20 de enero de 2009, en Canadá el 22 de agosto de 2010, en Reino Unido e irlanda en 2011, el 31 de diciembre de 2013 en Brasil, y el 1 de enero de 2014 en el resto de América latina. 